# Морнінг-Глорі (Техас)
Морнінг-Глорі (англ. Morning Glory) — переписна місцевість (CDP) в США, в окрузі Ель-Пасо штату Техас. Населення — 522 особи (2020).

## Географія
Морнінг-Глорі розташований за координатами 31°33′53″ пн. ш. 106°12′32″ зх. д. / 31.56472° пн. ш. 106.20889° зх. д. (31.564798, -106.208966).  За даними Бюро перепису населення США в 2010 році переписна місцевість мала площу 2,79 км², уся площа — суходіл.

## Демографія
Згідно з переписом 2010 року, у переписній місцевості мешкала 651 особа в 169 домогосподарствах у складі 152 родин. Густота населення становила 234 особи/км².  Було 174 помешкання (62/км²).
Расовий склад населення:
| - 85,9 % — білих - 0,5 % — корінних американців - 0,2 % — чорних або афроамериканців - 12,1 % — осіб інших рас |

До двох чи більше рас належало 1,4 %. Частка іспаномовних становила 98,0 % від усіх жителів.
За віковим діапазоном населення розподілялося таким чином: 32,6 % — особи молодші 18 років, 59,9 % — особи у віці 18—64 років, 7,5 % — особи у віці 65 років та старші. Медіана віку мешканця становила 29,9 року. На 100 осіб жіночої статі у переписній місцевості припадало 98,5 чоловіків;  на 100 жінок у віці від 18 років та старших — 105,1 чоловіків також старших 18 років.
Середній дохід на одне домашнє господарство  становив 29 383 долари США (медіана — 28 026), а середній дохід на одну сім'ю — 38 699 доларів (медіана — 36 250). За межею бідності перебувало 30,3 % осіб, у тому числі 47,9 % дітей у віці до 18 років та 0,0 % осіб у віці 65 років та старших.
Цивільне працевлаштоване населення становило 87 осіб. Основні галузі зайнятості: науковці, спеціалісти, менеджери — 31,0 %, виробництво — 25,3 %, будівництво — 23,0 %.